# Romina Mondello
Romina Mondello (Roma, 1º marzo 1974) è un'attrice italiana.

## Biografia
Partecipa a Miss estate Festivalbar nell'estate 1991 (arrivando in finale alla decima posizione) e poi a Miss Italia 1992. Successivamente debutta in televisione in Bulli e pupe, dove interpreta con successo il brano Caruso giungendo alla finale della trasmissione, e nella stagione 1992-93 partecipa alla seconda edizione di Non è la Rai, programmi diretti entrambi da Gianni Boncompagni su Canale 5. Nel 1999 affianca Amadeus nella conduzione di Domenica in.
Esordisce come attrice nel 1993 con il film Estasi. Nel 1995 prende parte alla miniserie tv La piovra 7, regia di Luigi Perelli. Successivamente partecipa a vari film, tra cui: Palermo Milano - Solo andata (1995), regia di Claudio Fragasso, Il sindaco (1996), regia di Ugo Fabrizio Giordani, M.D.C. - Maschera di cera (1997), Marquise (nel ruolo di Armande Béjart), L'ospite segreto (2003), Milano Palermo - Il ritorno (2007), diretto da Claudio Fragasso, in cui ritorna ad interpretare il ruolo di Chiara Leofonte.
Inoltre recita in numerose fiction tv, tra cui: Le ragazze di piazza di Spagna (1998), Morte di una ragazza perbene (1999), Provincia segreta 2 (2000), Cuccioli (2002) e Sospetti 2 (2003), regia di Gianni Lepre, e la serie tv R.I.S. - Delitti imperfetti, dove dal 2005 al 2009 interpreta il ruolo di Giorgia Levi.

## Vita privata
Il 6 aprile 2003 ha sposato Nicola Veccia Scavalli, dal quale nello stesso anno ha avuto il figlio Lupo Giorgio, nato il 18 dicembre 2003, schermidore.

## Filmografia

### Cinema
- Estasi, regia di Maria Carmela Cicinnati e Peter Exacoustos (1993)
- Palermo Milano - Solo andata, regia di Claudio Fragasso (1995)
- Il sindaco, regia di Ugo Fabrizio Giordani (1996)
- M.D.C. - Maschera di cera, regia di Sergio Stivaletti (1997)
- Marquise, regia di Véra Belmont (1997)
- I volontari, regia di Domenico Costanzo (1998)
- Chiara, regia di Chris Roche (1999)
- Queen's Messenger, regia di Mark Roper (2000)
- L'ospite segreto, regia di Paolo Modugno (2003)
- Milano Palermo - Il ritorno, regia di Claudio Fragasso (2007)
- To the Wonder, regia di Terrence Malick (2012)
- Rabbia furiosa - Er canaro, regia di Sergio Stivaletti (2018)
- Aspromonte - La terra degli ultimi, regia di Mimmo Calopresti (2019)

### Televisione
- Il grande fuoco, regia di Fabrizio Costa - miniserie TV (1995)
- La piovra 7 - Indagine sulla morte del commissario Cattani, regia di Luigi Perelli (1995)
- L'avvocato delle donne, regia di Andrea Frazzi e Antonio Frazzi (1996)
- Highlander - Episodio: Un minuto a mezzanotte (1996)
- Nostromo (Joseph Conrad's Nostromo), regia di Alastair Reid – miniserie TV (1996)
- AleX, regia di Giancarlo Soldi (1997)
- I guardiani del cielo, regia di Alberto Negrin (1998)
- Le ragazze di piazza di Spagna, regia di Riccardo Donna, Gianfrancesco Lazotti e José María Sánchez - serie televisiva (1998)
- Ama il tuo nemico, regia di Damiano Damiani (1999)
- Morte di una ragazza perbene, regia di Luigi Perelli (1999)
- La banda, regia di Claudio Fragasso (2001)
- Provincia segreta 2, regia di Francesco Massaro (2000)
- Cuccioli, regia di Paolo Poeti (2002)
- Sospetti 2, regia di Gianni Lepre (2003)
- R.I.S. - Delitti imperfetti, regia di Alexis Sweet, Pier Belloni e Fabio Tagliavia, 59 episodi (2006-2009)
- L'isola dei segreti - Korè, regia di Ricky Tognazzi (2009)
- L'ombra del destino, regia di Pier Belloni (2011)
- Fuoco amico TF45 - Eroe per amore, regia di Beniamino Catena - serie TV (2016)
- Liberi sognatori, regia di Michele Alhaique - film TV (2018)
- Blanca, regia di Michele Soavi - serie TV, episodio 2x05 (2023)

## Teatro
- Alice, di Lewis Carroll, regia di Matteo Tarasco. Borgio Verezzi, 8 luglio 2011.